# Homo magi
Homo magi, o anche Homo magus, è un termine utilizzato per descrivere una sotto razza di umani uniti alla magia nell'Universo DC. Secondo il Dottor Mist, l'Homo magus si evolse in una linea parallela ma separata, vicino a quella dell'Homo sapiens. Homini magi e Metaumani sono rappresentati per le loro abilità super umane nell'Universo DC. Gli Homini magi furono introdotti nelle pagine di Justice League of America n. 164 scritto da Gerry Conway ed illustrato da Dick Dillin.

## Storia editoriale
Gli Homo magi comparvero per la prima volta come "I Nascosti" nel numero di Justice League of America del marzo 1979. Furono chiamati Homo magus nel numero seguente e Homo magi in quello dopo (n. 166). Nella storia, il nuovo membro della Justice League, Zatanna, era in cerca di sua madre Sindella, insieme a suo padre, Giovanni Zatara.
Secondo i Lofficers, una storia in Secret Origins che raccontava le origini degli Homo magi nel 1998, fu pesantemente rivista precedentemente alla pubblicazione, ed è questo il motivo per cui loro firmarono con uno pseudonimo.
"Nella trama principale, Nommo, uno stregone dall'Impero di Kor nell'Africa Antica, creò la Fiamma della Vita per le forze vitali che si concentrarono dopo l'affondamento di Atlantide.
Più tardi, Nommo combatté Wotan (cambiato in Felix Faust dalla DC), causando involontariamente la distruzione di Kor quando assorbì il pieno potere della Fiamma.
Cambiando il suo nome in Dottor Mist, Nommo si imbarcò in un piano di riproduzione per creare la razza di stregoni noti come "Homo magi". Come parte dello schema di piani di quel secolo, il Dr. Mist creò le varie Pietre del Potere utilizzate da Arak, Dottor Occult (non un Homo magi), Sargon, Zatara, ecc. e dai Guardiani Globali dopo la Seconda guerra mondiale. Zatanna è il prodotto finale del piano di Dottor Mist per la creazione di un compagno perfetto. Ma Wotan (Felix Faust) ritornò per rubare il suo potere e vendicarsi."

## Storia dell'Homo magi

### Darkworld
Darkworld era una dimensione creata da un'entità cosmica senza nome che successivamente cadde in un lungo sonno. I sogni di quest'entità furono responsabili della creazione dei primi Signori di Caos ed Ordine, Chaon (caos), Gemimn (ordine), e Tynan l'equilibratore. Questi esseri e altri divennero gli dei di Atlantide. Darkworld fu attaccato ad Atlantide da una catena massiccia creata da Deedra, la dea della natura, come allo stesso modo la Terra fu attaccata ad Ifè, casa degli Orishas, da una catena di ferro.

### Atlantide
Nell'Universo DC gli Homo magi apparentemente furono originati nel perduto continente di Atlantide. Il continente era un punto focalizzatore per le energie magiche primitive, e il locali Homo Sapiens si evolsero in Homo sapiens magi come risultato della loro esposizione a queste energie. Gli umani che ottennero queste nascenti abilità mistiche si incrociarono per migliaia di anni, concentrando e rafforzando la predisposizione genetica. Dopo la caduta di Atlantide, le persone che possedevano la predisposizione si sparsero ai quattro venti. Oggi, ogni umano capace di gettare incantesimi è un discendente degli "Homo magi".
Gli Homo magi sono geneticamente compatibili con gli umani normali, e ne sono geneticamente identici. La misteriosa proprietà che fa di loro degli Homo magi è una specie di gene predominante, e il risultato dell'unione tra un Homo Sapiens ed un Homo magi sarà sempre un Homo magi. Il come ed il perché questo gene si esprime si deve ancora scoprire. Si pensa che ad alterare i genomi Atlantidei fu la differenza tra gli Homo magi e i regolari comuni umani utilizzatori di magia. Sindella (la madre di Zatanna), Arion, Atlan e Tempest sono tutti famosi utilizzatori della magia e, presumibilmente, tutti Homo magi.  Gli ultimi Homo magi conosciuti sono Zatanna, suo cugino Zachary, e Traci Thirteen, la figlia di Dottor Thirteen e di una femmina sconosciuta membro degli Homo magi.

### Gemworld
La dimensione in cui fu locata Gemworld era in origine posseduta dai Signori del Caos. Tuttavia, migliaia di anni fa, quando la magia cominciò a cadere in livelli sulla Terra a causa di un cambio di allineamento delle stelle, la strega Citrina andò lì e strinse un patto con i Signori del Caos così che avrebbe potuto creare un reame per i maghi che volevano emigrare sulla Terra. Sembrò che Gemworld, come Starkaris, fu colonizzata da emigrati Homo magi dalla Terra. Tutti gli abitanti di Gemworld poterono utilizzare la magia, però alcuni solo a livello di principianti. Gemworld fu l'ambientazione per le storie della serie della DC Amethyst, la Principessa di Gem World.

### Hidden City
Guidati da Dottor Mist, gli Homo magi crearono una ritirata nascosta nelle montagne della Turchia chiamata Hidden City, liberi dalla paura della loro unicità avrebbero assorbito e dissolto l'Homo Sapiens. Potenziata dal Gioiello Medulla, la città fu scaraventata in un'altra dimensione per la sua protezione.

### Kor
Un'altra compagnia degli Homo magi al di fuori di Atlantide era il regno africano di Dottor Mist, conosciuto come Kor. Settemila anni fa, il Dottor Mist, anche conosciuto come Nommo, era il capo stregone del mitico impero di Kor, ne era il guardiano e scelse un discepolo della mistica Fiamma della Vita. La Fiamma era ambita da uno stregone chiamato Felix Faust. Quando Faust tentò di uccidere Nommo, e prese la Fiamma per sé, Nommo assorbì la Fiamma e ne utilizzò il potere per scagliare Faust in un'altra dimensione, distruggendo tristemente Kor nel processo. Al fine di nutrire la crescita dell'Homo magi e produrre un candidato abbastanza potente per essere la sua sposa, Nommo creò dei gioielli magici chiamati le Pietre della Vita. Diede le Pietre agli Homo magi per aiutarli nella loro crescita.

### Terra dei Nightshade
La Terra dei Nightshade era la casa della razza senza nome di Homo magi esiliati di cui faceva parte Even Eden. Mentre era posseduto dal demone conosciuto come Incubus, suo fratello uccise tutti gli ex abitanti.

### Nuova Atlantide
I sopravvissuti Atlantidei della città di Challa-Bel-Nalla, poi governati da Lord Daamon (un antenato di Deimos), formarono un'alleanza con una razza aliena che chiamarono Red-Moon Gods (gli Dei della Luna Rossa). Questi alieni fornirono agli Atlantidei un'avanzata tecnologia aliena che Travis Morgan avrebbe successivamente scoperto in Nuova Atlantide.

### Skartaris
Si pensa che i discendenti umani e Homo magi degli Atlantidei guidati da Lord Norrad il Giovane, si fecero strada verso la strana dimensione di Skartaris, un mondo di luce solare eterna. Jennifer Morgan, la figlia di Travis Morgan il Signore della Guerra, era una Strega di Skartaris, così come Deimos era un arcinemico di Travis Morgan.

## Magia organizzata

### Caos ed Ordine
I Signori di Caos ed Ordine combatterono una ciclica battaglia per ere. Prima dominava l'Ordine, poi il Caos, quindi ci furono distruzione e ricostruzione, e si ricominciava da capo. Originariamente, la battaglia fu descritta come uno scontro tra il bene (Ordine) e il male (Caos); è tuttora descritta come un equilibrio tra la stagnazione e l'anarchia. Le due forze contrapposte erano fasci di energia mistica che solitamente dipendevano sui servi per compiere i propri piani. Potevano prendere forma umana possedendo un essere vivente, come nel caso di Nabu o Mordru, o potenziando gli umani facendo di loro i propri agenti, come nel caso di Terataya e T'Charr (rispettivamente un Signore di Ordine e uno di Caos), che potenziarono Hawk e Dove perché agissero in loro vece.

### I Leymen
L'ultima incarnazione fu formata da Dottor Mist sotto il nome di Maltis. Squadre antiche di difensori mistici che si auto definivano i Leymen si misero sempre insieme per difendere il pianeta in tempo di necessità.

### Sentinelle della Magia
Le Sentinelle della Magia sono un gruppo immaginario di Homo magi ed altri eroi magicamente potenziati nell'Universo della DC Comics che si allearono al fine di tenere sott'occhio l'unica arma che poteva uccidere lo Spettro, la nota Lancia del Destino.

### Shadowpact
Gli Shadowpact sono un gruppo di eroi della DC Comics che combatterono contro lo Spettro nella serie limitata del 2005 Day of Vengeance. Originariamente formata su impulso di Enchantress, Ragman e del Detective Chimp, per sbarazzarsi della minaccia che lo Spettro cominciò a rappresentare per tutta la magia dell'universo, presto crebbe di numero. Quindi Nightmaster battezzò il gruppo con il nome Shadowpact. Fu successivamente rivelato che il nome fu utilizzato da vari gruppi nel corso della storia che combattevano per cause perse.

## Poteri più alti

### I Senza Fine
I membri dei Senza Fine sono Destino, Morte, Sogno, Distruzione, Desiderio, Disperazione e Delirio. Sono un gruppo di esseri che impersonano vari aspetti dell'universo. Esisterono fin dall'inizio dei tempi e si pensa che siano gli esseri più potenti (o al massismo influenti) dell'universo.

### Blaze e Satanus
Nell'Universo DC, Blaze, figlia del Mago Shazam è l'attuale padrona del la Nona Provincia Infernale dell'Inferno. Blaze e suo fratello Satanus sono i protagonisti della storia del 2008 Reign in Hell. Nella storia riuscirono a destituire Neron, l'ex padrone dell'Inferno.

### Lucifero
Secondo la Vertigo Comics, l'angelo caduto Lucifer Moningstar governò come padrone dell'Inferno per miliardi di anni. Durante quel tempo, mise vari demoni dell'Inferno uno contro l'altro, fornendo un luogo per la tortura dei morti, ed infine mosse guerra contro il Paradiso. Tuttavia, ad un certo punto del suo regno, cominciò a stancarsi della sua esistenza. Si stancò dei differenti stereotipi che i mortali avevano del diavolo, come l'idea che andasse in cerca e commercializzasse le anime, il che era largamente falso. Si stancò del suo regno sull'Inferno, e sentì che non era giusto dover regnare sull'Inferno per l'eternità, solo perché una volta si era ribellato. Quindi espulse tutti i demoni e le anime dannate dall'Inferno prima di serrarne le Porte e di assicurarne le chiavi al Sogno, protagonista della serie The Sandman. Infine, il controllo dell'Inferno fu assegnato a due Angeli, Duma (angelo del Silenzio) e Remiel ("che inciampò più che cadere"), mentre Lucifero si ritirò, semplicemente, sulla Terra.

### La Presenza
I Quattro ospiti del Paradiso concettuale della mitologia Giudeo-Cristiana (Aquila, Umano, Toro e Leone) servirono un essere onnipresente chiamato La Presenza fin dall'alba della creazione. Presenza è il nome di un essere supremo nell'universo immaginario della DC Comics, che si crede essere la divinità suprema della mitologia cristiana. Il nome fu creato per evitare coincidenze verso il riferimento del personaggio con Yahweh, nonostante sia ovvio che si intende che sia lui questo essere. Non lo fu finché la Comics Code Authority cominciò a perdere l'influenza che permise alla DC Comics di riferirsi a lui come Yahweh, principalmente nella serie di fumetti della Vertigo.

### La Fonte
La Fonte può essere considerata una coscienza condivisa nell'Universo DC, dove esiste l'equivalente non religioso di Buddah. È la fonte di tutta l'esistenza. Più che altro associata ai Nuovi Dei, la DC Comics mantenne la Fonte al di fuori del continuum principale delle sue storie; quindi, non si sa molto concretamente a proposito dei suoi molti aspetti.

## Strane razze
Gli utilizzatori della magia nell'Universo DC non sono tutti Homo magi.
- Alcuni sono Mezzi-Demoni o infusi con energie demoniache come Merlino, fratello di Etrigan il demone, John Constantine, Witchfire, Kid Devil, Blue Devil, Felix Faust, Sebastian Faust, il Mago Bianco, e Raven.
- O Mezze-Fate come Timothy Hunter, Morgana la Fata, e Dottor Occult.
- Alcuni sono umani in possesso di artefatti magici occulti come l'elmetto di Dottor Fate, B'Wana Beast, anche il totem Tantu di Vixen, il bastone magico di Ibis l'Invincibile o il Rubino della Vita di Sargon, e la gemma di sangue di Bloodwyn.
- Altri furono permanentemente "cambiati" in agenti esterni come maghi dimensionali, Dei più anziani o maghi, come nel caso di Capitan Marvel, Enchantress ed Extraño.
- Alcuni furono legati a mistiche locazioni specifiche da cui scaturiscono i propri poteri, come il Barone Winter (Night Force) che è legato alla Wintergate Manor, e Barter (Hawk e Dove) che era legato al suo negozio.
- Alcuni sono elementali della natura come Swamp Thing, Naiad, il Cappellaio e Solomon Grundy.